# El Periódico de Aragón
El Periódico de Aragón es un periódico español, perteneciente al grupo Prensa Ibérica, editado en Zaragoza. Fundado en 1990, y propiedad originalmente del Grupo Zeta, desde entonces ha constituido uno de los principales diarios de la región aragonesa.

## Historia
El Periódico de Aragón, fundado el 23 de octubre de 1990, no tardó en consolidarse como el segundo periódico de mayor tirada en la comunidad, tan solo por detrás del Heraldo de Aragón.
Su primera exclusiva fue publicada el 24 de noviembre de 1994, destapó que el gobierno de Aragón había abonado el 24 de noviembre de 1993 dos facturas por un valor total de 15 millones de pesetas a la empresa Diamond para que espiara a algunos miembros
del PSOE, como el entonces alcalde de Zaragoza, Antonio González Triviño. En 1997 se inauguran las instalaciones centrales de El Periódico en Aragón en la calle Hernán Cortés de Zaragoza.
De tendencia progresista y aragonesista, El Periódico de Aragón fue la cabeza del Grupo Zeta en Aragón, que tuvo un periódico deportivo, Equipo, clausurado en el año 2009. Otros proyectos, como una destacada empresa de Internet llamada Dicom Medios, cuyo portal es RedAragon y una productora audiovisual, Zeta Audiovisual, cuyo principal y único cliente es la televisión autonómica aragonesa Aragón TV.
Entre sus columnistas y periodistas más populares se encontraban:
- Juan Bolea
- Joaquín Carbonell
- José Luis Trasobares
- Míchel Vallés

En el año 2008 el populoso columnista Mariano Gistaín dejó de colaborar y trabajar para ese diario después de una fructífera trayectoria en su columna La ciudad de las gaviotas

## Directores
- 1990-1992: Juancho Dumall Puértolas
- 1992-2003: Miguel Ángel Liso Tejada
- 2003-2018: Jaime Armengol Cardil
- 2018-2023: Nicolás Espada Ibáñez
- 2023-...: Ricardo Barceló Lostes

## Premios Aragoneses del año
En 1994, El Periódico de Aragón, gracias a la colaboración de Antena 3 Televisión, organizó
una ceremonia con el objetivo de premiar a aquellas personas o colectivos que con su actividad diaria contribuyen al progreso de la comunidad.
| año  | Premio Aragonés de honor                    | Premio Aragonés del año                   |
| ---- | ------------------------------------------- | ----------------------------------------- |
| 2022 | Eloy Fernández Clemente                     | Unidad Militar de Emergencias (UME)       |
| 2021 | Joaquín Carbonell                           | Abrazando Corazones                       |
| 2020 |                                             |                                           |
| 2019 | Asamblea 8-M                                | Fundación La Caridad                      |
| 2018 | Juan Antonio Bolea Foradada                 | Alberto Jiménez Schuhmacher               |
| 2017 | José Manuel Broto                           | Hospital Miguel Servet                    |
| 2016 | El Justicia de Aragón                       | Asapme Asociación Pro Salud Mental        |
| 2015 | Luis Ángel Rioja                            | Opel España                               |
| 2014 | Jesús María Alemany                         | Fundación Rey Ardid                       |
| 2013 | José Antonio Labordeta                      | Teresa Perales                            |
| 2012 | Carlos Carnicer                             | Catedral de Tarazona                      |
| 2011 | José Manuel Blecua Perdices                 | Servicio Digestivo del Hospital Clínico   |
| 2010 | Luis Oro Giral                              | Arento                                    |
| 2009 | José Antonio Labordeta                      | Feria de Zaragoza                         |
| 2008 | Juan José Arenas                            | CAI Zaragoza Baloncesto                   |
| 2007 | Real Zaragoza                               | Denominación de Origen Cariñena           |
| 2006 | Antón García Abril                          | Walqa                                     |
| 2005 | Expo 2008                                   | Caja de Ahorros de la Inmaculada          |
| 2004 | Carlos Saura                                | Cajalón                                   |
| 2003 | Grupos de Rescate e Intervención en Montaña | Servicio de Microcirugía de la Maz        |
| 2002 | Manuel Pertegaz                             | Dinopolis                                 |
| 2001 | Manuel Giménez Abad                         | Servicio de Cardiología del Miguel Servet |
| 2000 | Moisés Calvo                                | La Zaragozana                             |
| 1999 | José Beulas                                 | La Seo                                    |
| 1998 | Antonio Beltrán                             | Pikolin                                   |
| 1997 | Antonio Saura                               | Biescas                                   |
| 1996 | Ildefonso Manuel Gil                        | Expedición aragonesa al K-2               |
| 1995 | No existía la categoría                     | Auditorio de Zaragoza                     |
| 1994 | No existía la categoría                     | Víctor Fernández                          |

## Tirada
El Periódico de Aragón tiene una tirada regular diaria de 15.000 ejemplares, pero su venta real, no supera la mitad, 8000 ejemplares de difusión, según fuentes de la revista "Noticias de la Comunicación" (Fuentes OJD) a fecha de 2012. Lo que ha venido a bajar en un 50 % sus ventas tanto en publicidad contratada como de suscripciones.

## Plaza de El Periódico de Aragón
El 16 de febrero de 2015, el Ayuntamiento de Zaragoza decidió bautizar una plaza de la ciudad en honor a El Periódico de Aragón como conmemoración de su 25.º aniversario y reconocimiento a su trayectoria en Aragón. La plaza de El Periódico de Aragón se sitúa frente a la Estación intermodal Zaragoza-Delicias, entre la avenida de Navarra y las calles José Pedro Pérez-Llorca, Siracusa y Rioja; tiene una superficie de 20 000 metros cuadrados —similar a la de la plaza del Pilar— y es considerada el núcleo principal del futuro barrio del AVE.
El 28 de mayo de 2015, como parte de las celebraciones del 25.º aniversario, se inauguró la escultura Energía de la comunicación, de José Antonio Barrios, en esta plaza. Contó con la presencia de Jaime Armengol (director del periódico, 2003-2018) y Juan Alberto Belloch (alcalde de Zaragoza, 2003-2015), entre otras celebridades y autoridades.